# Asteroids Hyper 64
Asteroids Hyper 64 est un jeu vidéo shoot them up sorti en 1999 sur Nintendo 64. Le jeu a été développé par Syrox et édité par Crave Entertainment.

## Accueil
- Nintendo Power : 7,1/10[1]